# Gouvernement Céant
République d’Haïti
Lafontant Jouthe
Le gouvernement Jean-Henry Céant est le gouvernement d'Haïti du 17 septembre 2018 au 4 mars 2020.

## Historique

### Formation
Le 6 août 2018, près d'un mois après la démission de Jack Guy Lafontant survenue après des émeutes, Jean-Henry Céant est nommé Premier ministre par le président de la République Jovenel Moïse.
La composition gouvernementale est annoncée le 6 septembre,. Il obtient la confiance du Sénat dans la nuit du 14 au 15 septembre 2018 et la Chambre des députés fait de même le 16 septembre. Le président Jovenel Moïse procède à son installation ainsi qu'à celle de son cabinet ministériel le 17.

### Succession
Le 18 mars 2019, soit à peine six mois après sa nomination, Jean-Henry Céant, fragilisé comme son prédécesseur par une succession de violences et manifestations, est renversé lors du vote d'une motion de censure qui recueille 93 voix pour, 13 contre et 6 abstentions. Le 21 mars, Jean-Michel Lapin est nommé Premier ministre par intérim. Le 9 avril, il est chargé de former un gouvernement. Celui-ci est annoncé le 9 mai.
N'étant pas parvenu à faire approuver son équipe gouvernementale, il démissionne le 22 juillet suivant. Fritz-William Michel est nommé par le président Jovenel Moïse pour lui succéder.
Le gouvernement est remanié le 29 septembre 2019.
Le 4 mars, Joseph Joute est à son tour nommé Premier ministre,.

## Composition

### Initiale (17 septembre 2018)
La composition est la suivante.
| Portefeuille                                                                   | Titulaire | Titulaire                                                                       | Parti |
| ------------------------------------------------------------------------------ | --------- | ------------------------------------------------------------------------------- | ----- |
| Premier ministre                                                               |           | Jean-Henry Céant (jusqu'au 21/03/2019) Jean-Michel Lapin a.i.                   | SE    |
| Ministre de la Planification et de la Coopération externe                      |           | Jean-Claudy Pierre                                                              | SE    |
| Ministre des Affaires étrangères et des Cultes                                 |           | Bocchit Edmond                                                                  | SE    |
| Ministre de l'Économie et des Finances                                         |           | Ronald Décembre                                                                 | SE    |
| Ministre de l'Agriculture, des Ressources naturelles et du Développement rural |           | Jobert Angrand                                                                  | SE    |
| Ministre des Travaux publics, des Transports et de la Communication            |           | Fritz Caillot                                                                   | SE    |
| Ministre du Commerce et de l'Industrie                                         |           | Ronell Gilles                                                                   | SE    |
| Ministre de l'Environnement                                                    |           | Osner Richard (jusqu'au 19/09/2018) Joseph Jouthe                               | SE    |
| Ministre du Tourisme                                                           |           | Marie-Christine Stephenson                                                      | SE    |
| Ministre de la Justice et de la Sécurité publique                              |           | Jean Roudy Aly                                                                  | SE    |
| Ministre des Haïtiens vivant à l’étranger                                      |           | Mamatha Irène Ternier                                                           | SE    |
| Ministre de l'Intérieur et des Collectivités territoriales                     |           | Jean-Marie Reynaldo Brunet (jusqu'au 24/09/2019) Pierre Josué Agénor Cadet a.i. | SE    |
| Ministre de l'Éducation                                                        |           | Pierre Josué Agénor Cadet                                                       | SE    |
| Ministre des Affaires sociales et du Travail                                   |           | Élise Gelin                                                                     | SE    |
| Ministre de la Santé publique et de la Population                              |           | Marie Gréta Roy Clément                                                         | SE    |
| Ministre à la Condition féminine et aux Droits des femmes                      |           | Evelyne Sainvil                                                                 | SE    |
| Ministre de la Jeunesse, des Sports et de l'Action civique                     |           | Edwing Charles                                                                  | SE    |
| Ministre de la Culture et de la Communication                                  |           | Jean-Michel Lapin                                                               | SE    |
| Ministre de la Défense                                                         |           | Enol Joseph                                                                     | SE    |

### Remaniement du 29 septembre 2019
- Les nouveaux ministres sont indiqués en gras, ceux ayant changé d'attributions en italique.

| Portefeuille                                                                                                  | Titulaire | Titulaire                 | Parti |
| --- | --------- | ------------------------- | ----- |
| Premier ministre (intérim) Ministre de la Culture et de la Communication                                      |           | Jean-Michel Lapin         | SE    |
| Ministre de la Planification et de la Coopération externe                                                     |           | Jean-Claudy Pierre        | SE    |
| Ministre des Affaires étrangères et des Cultes Ministre du Tourisme (intérim)                                 |           | Bocchit Edmond            | SE    |
| Ministre de l'Agriculture, des Ressources naturelles et du Développement rural                                |           | Jobert Angrand            | SE    |
| Ministre des Travaux publics, des Transports et de la Communication                                           |           | Fritz Caillot             | SE    |
| Ministre de l'Environnement Ministre de l'Économie et des Finances (intérim)                                  |           | Joseph Jouthe             | SE    |
| Ministre de la Justice et de la Sécurité publique                                                             |           | Jean Roudy Aly            | SE    |
| Ministre de l'Intérieur et des Collectivités territoriales (intérim) Ministre de l'Éducation                  |           | Pierre Josué Agénor Cadet | SE    |
| Ministre des Affaires sociales et du Travail                                                                  |           | Élise Gelin               | SE    |
| Ministre de la Santé publique et de la Population                                                             |           | Marie Gréta Roy Clément   | SE    |
| Ministre à la Condition féminine et aux Droits des femmes Ministre des Haïtiens vivant à l’étranger (intérim) |           | Evelyne Sainvil           | SE    |
| Ministre de la Jeunesse, des Sports et de l'Action civique                                                    |           | Edwing Charles            | SE    |
| Ministre de la Défense Ministre du Commerce et de l'Industrie (intérim)                                       |           | Enol Joseph               | SE    |